# Ramses IV
Ramses IV was de derde farao van de 20e dynastie. Zijn vader was Ramses III. Hij had al vier oudere broers, maar die stierven voor hun vader stierf en zo werd Ramses IV zijn opvolger. Omdat zijn vader 31 jaar regeerde, denkt men dat Ramses IV al in de veertig was toen hij farao werd. Zijn troonsbestijging werd met een hymne bezongen, deze hymne leek op die van Merenptah, de zoon van Ramses II. Dit gebeurde er volgens de tekst: 

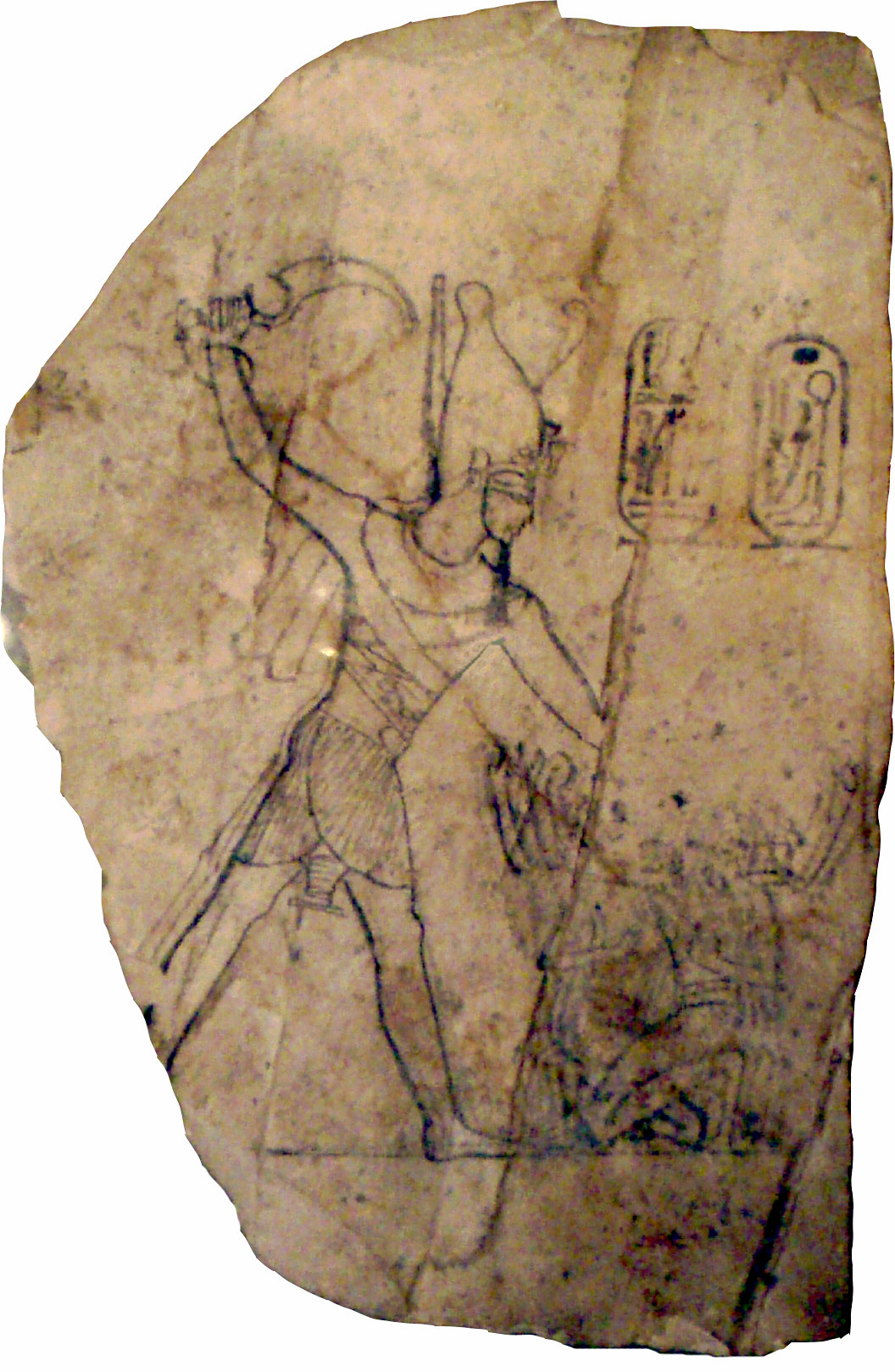
Een kalkstenen brokstuk verbeeldend dat Ramses IV zijn vijanden slaat
Museum of Fine Arts

"Vlak nadat hij farao is geworden, de vluchtelingen naar huis komen, de hongerigen eten en de dorstigen drinken, de naakten zijn gekleed, de strijdenden zijn vredesgezind, het onrecht overwonnen en de Maāt (de rechtvaardige wet) teruggekeerd. 
Zo werd er een nieuw tijdperk vol heil aangekondigd." 
Dit is niet de officiële tekst, maar dit wordt er ongeveer in beschreven.  
Zijn regeerperiode was (ca.) 1163 - 1156 v.Chr.. Hij was getrouwd met koningin Tentopet. Ramses IV werd opgevolgd door Ramses V.

## Graf
Zijn graf ligt in de Vallei der Koningen, graf DK 2.  Het werd al vroeg leeggeroofd, maar de mummie is overgeplaatst naar het graf van Amenhotep III. Zijn graf diende als schuilplaats van Christenen en kluizenaars, net als dat van Ramses VI. Het graf is een lange, rechte gang met in het midden een valse kamer, als misleiding voor de grafrovers. Maar de gang zelf loopt nog dieper de rots in, aan het einde ligt de sarcofaag. Naast de grafkamer ligt, aan elke kant, nog een kamer waar de grafgiften zijn opgeslagen.  
Zijn vrouw Tentopet was begraven in graf QV 74.